# Colonia Azteca, Tenango del Valle
Colonia Azteca är en ort i Mexiko.   Den ligger i kommunen Tenango del Valle och delstaten Mexiko, i den sydöstra delen av landet, 70 km sydväst om huvudstaden Mexico City. Colonia Azteca ligger 2 928 meter över havet och antalet invånare är 1 619.
Terrängen runt Colonia Azteca är kuperad åt nordost, men åt sydväst är den bergig. Runt Colonia Azteca är det ganska tätbefolkat, med 248 invånare per kvadratkilometer. Närmaste större samhälle är San Jorge Pueblo Nuevo, 19,7 km norr om Colonia Azteca. I omgivningarna runt Colonia Azteca växer huvudsakligen savannskog.